# چمسنو لوبوسکیه
چمسنو لوبوسکیه (به لاتین: Trzemeszno Lubuskie) یک روستای لهستان در لهستان است که در Gmina Sulęcin واقع شده‌است.

## خصوصیات
چمسنو لوبوسکیه ۷۰۰ نفر جمعیت دارد.